# Phaonia tianshanica
Phaonia tianshanica este o specie de muște din genul Phaonia, familia Muscidae, descrisă de Zinovjev în anul 1983.
Este endemică în Kazakhstan. Conform Catalogue of Life specia Phaonia tianshanica nu are subspecii cunoscute.